# Arrondissement di Malines
L'arrondissement di Malines (in olandese Arrondissement Mechelen, in francese Arrondissement de Malines) è una suddivisione amministrativa belga, situata nella provincia di Anversa e nella regione delle Fiandre.

## Composizione
L'arrondissement di Malines raggruppa 13 comuni:
- Berlaar
- Bonheiden
- Bornem
- Duffel
- Heist-op-den-Berg
- Lier
- Malines (Mechelen)
- Nijlen
- Putte
- Puurs
- Sint-Amands
- Sint-Katelijne-Waver
- Willebroek

## Società

### Evoluzione demografica
Abitanti censiti
- Fonte dati INS - fino al 1970: 31 dicembre; dal 1980: 1º gennaio